# Széchy Ágoston
Széchy Ágoston (Sárospatak, 1778. július 5. – Pest, 1852. március 6.) piarista pap, pedagógus, a Magyar Tudományos Akadémia levelező tagja (1840).

## Élete
Iskoláit Sátoraljaújhelyen és Nagykárolyban végezte. 1796-ban belépett a piarista rendbe. Vácott bölcseletet, Nyitrán teológiát tanult, majd Podolinban és Vácott négy évig a latin nyelvtan, Kalocsán és Szegeden három évig a szónoklat és költészet tanára volt.
1807-ben szerzete a bécsújhelyi katonai akadémiára küldte, ahol közel huszonhat évig tanítóskodott: tanította a magyar nyelvet és mint helyettesítő tanár hol vallástant, hol francia vagy német nyelvet adott elő olaszul. Ezek mellett huszonkét évig könyvtáros is volt. A katonai nevelés alapelveit tárgyaló, 1817-ben írt német nyelvű munkáját János főherceg elismeréssel fogadta és annak elveit az intézet elöljáróinak és tanítóinak mértékül szabta.
1826-ban az akadémia újraalakítása alkalmával tervet készített a katonák erkölcsi és tudományos képzéséről. Majd még nem sokkal 1831 előtt ugyanerről János főherceg felszólítására emlékiratot állított össze, melyben saját tapasztalatairól számolt be. Ebből hat évvel később számos adatot felvettek az akkor hozott új tanrendbe.
Külföldi utazásai során 1818-ban két hónapos utazást tett Ausztriában és Bajorországban, 1823-ban három hónapig tartózkodott Olaszországban, 1825-ben pedig a cseh és szász földet látogatta meg. Mivel hallása és látása folyamatosan romlott, 1832. október 22-én nyugalomba vonult és Pesten telepedett le; főnöke a kormánysegédi ranggal tisztelte meg. 1840. szeptember 5-én  a Magyar Tudományos Akadémia levelező tagjának választotta.
Utolsó éveiben folyamatosan gyengülő látása miatt kevés feladatot vállalt, szerzetének ügyeit intézte, melynek kormánytanácsosa volt. 1852-ben halt meg, március 22-én a Magyar Tudományos Akadémián Toldy Ferenc tartott fölötte emlékbeszédet.
Cikkei a Tudományos Gyűjteményben (1839. VI. Az anyanyelv iskolákbani tanításának szükséges volta, s annak oly tanmódja, mikép a növendék gondolkodni és beszélni tanuljon); a Tudomány Tárban (1842. A történelem életérdekű nyomóssága s tanmódja); a Nemzeti Ujságban (1843. Igénytelen szózat a tudományok élő nyelvünköni taníttatása és a német nyelvtannak iskoláinkbani behozatása ügyében) jelentek meg.

## Művei
- Elemi magyar nyelvtan. Gyakorlatilag előadva (Pest, 1840; 2. javított kiadása ugyanott, 1845)
- A nevelés és oktatástan vázlata az elemi tanítók használatára. 1. kötet. Sajátlagos nevelés- s általános oktatástan és tanmód (Pest, 1845; a II. kötet kéziratban maradt)